# Lovington (Illinois)
Lovington – wieś w Stanach Zjednoczonych, w stanie Illinois, w hrabstwie Moultrie. Zgodnie ze spisem statystycznym z 2000 roku, miasto liczyło 1 222 mieszkańców.